# Chamaver
Chamaver (Thamaver) var en germansk folkstam som tillhörde den ingaevoniska folkgruppen som enligt Tacitus bebodde Nordsjökusten mellan Rhen och Elbe, norr om Teutoburgerskogen och floden Lippe. Chamaverna bodde söder om friserna i nuv. Holland. Chamaverna deltog förmodligen i anfallen mot romarna vid Rhen omkring Kr.f. De uppgick senare i de större germanfolken, troligen friserna.